# Дівшал (дегестан)
Дівшал (перс. دیوشل) — дегестан в Ірані, в Центральному бахші, в шагрестані Лянґаруд остану Ґілян. За даними перепису 2006 року, його населення становило 10179 осіб, які проживали у складі 2930 сімей.

## Населені пункти
До складу дегестану входять такі населені пункти:
- Абчалакі
- Ахунд-Магаллє
- Базар Дех-е Ґоль Баг
- Бала Магаллє-є Налькіяшар
- Ґалеш Калам-е Лейла Кух
- Ґаче-Вар
- Дарвішах-Бар
- Дівшаль
- Дівшаль-Поште
- Есмаїль-Сара
- Кушаль-Шад
- Лейла-Кух
- Луколає
- Мубандан
- Паїн Магаллє-є Налькіяшар
- Садат-Магаллє
- Сіях-Кальде
- Талеш-Магаллє
- Хадж-Ебрагім-Дех
- Халія-Ґоль
- Харрат-Магаллє